# Episodi di Rita (quarta stagione)
La quarta stagione della serie televisiva Rita è stata trasmessa in Danimarca dal 21 agosto 2017 sul canale TV 2.
In Italia, la stagione è stata interamente pubblicata sul servizio video on demand Netflix il 16 gennaio 2018.
| n° | Titolo originale          | Titolo Italiano         | Prima TV Danimarca | Pubblicazione Italia |
| -- | ------------------------- | ----------------------- | ------------------ | -------------------- |
| 1  | Nutid/Datid               | Passato/Presente        | 21 agosto 2017     | 16 gennaio 2018      |
| 2  | Du bliver, hvad du spiser | Sei quello che mangi    | 28 agosto 2017     | 16 gennaio 2018      |
| 3  | Tøbrud                    | Il disgelo              | 4 settembre 2017   | 16 gennaio 2018      |
| 4  | Rigtige Venner            | Una vera amicizia       | 11 settembre 2017  | 16 gennaio 2018      |
| 5  | Dig og mig                | Tu ed io                | 18 settembre 2017  | 16 gennaio 2018      |
| 6  | Barndommens gade          | La strada dell'infanzia | 25 settembre 2017  | 16 gennaio 2018      |
| 7  | Familie                   | Famiglia                | 2 ottobre 2017     | 16 gennaio 2018      |
| 8  | Hjemme                    | Casa                    | 9 ottobre 2017     | 16 gennaio 2018      |